# Lysabild Kirke

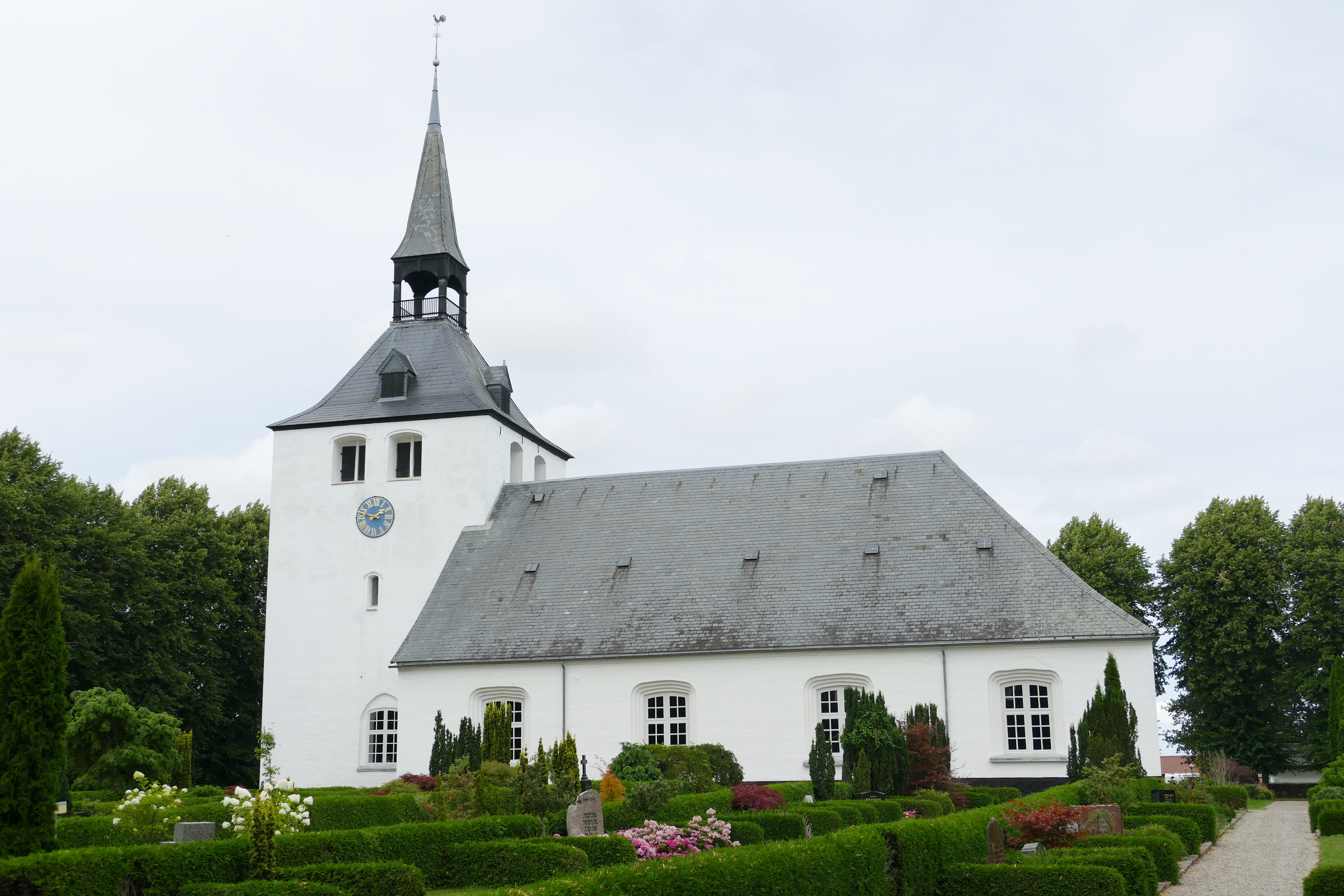
Lysabild Kirke

Das Kirchspiel Lysabild

Lysabild Kirke ist die evangelisch-lutherische Kirche der dänischen Ortschaft Lysabild (deutsch: Lysabbel) auf der Insel Alsen in Nordschleswig. Zu ihrem Kirchspiel Lysabild Sogn gehören die Orte Drejby, Fjelby, Lysabild, Lysabildskov, Mommark, Pøl, Sarup, Skovby und Vibøge. Das in der 1. Hälfte des 13. Jahrhunderts erbaute, im Kern romanische Kirchengebäude der Dänischen Volkskirche gehört heute zum Bistum Haderslev.
Lysabild Kirke ist eine der ältesten Kirchen der Insel Alsen. Sie ist nach dem heiligen Michael benannt und zählt mit ihren über 500 Sitzplätzen zu den fünf größten Dorfkirchen Dänemarks. Die Kirche besitzt eine Heiligblutkapelle, die auf ein bei Helmold von Bosau beschriebenes Blutwunder zurückgeht, und war im Mittelalter eine frequentierte Wallfahrtskirche.

## Baugeschichte
Kirchenschiff und Chor wurden in der ersten Hälfte des 13. Jahrhunderts aus Backstein erbaut. Spätestens im 14. Jahrhundert wurde das Schiff um ein Gewölbejoch nach Westen verlängert. Um 1400 wurden Kirchenschiff und Chor mit 11–12 Backstein-Lagen um ca. 1,20 m erhöht und das Kreuzgewölbe wurde eingezogen. Darauf wurde um 1400–1425 an der Nordseite eine zweigeteilte Kapelle angebaut, deren westliche Hälfte die Heiligblutkapelle ist (siehe dazu den folgenden Abschnitt). Der östliche Teil der Nordkapelle dient schon länger als Materialraum. Im weiteren Verlauf des 15. Jahrhunderts erfolgte der Bau des Kirchturms, der später mehrfach umgebaut wurde. Seine heutige Laternenspitze erhielt er 1763, nachdem die vorherige, 18 Alen (ca. 11 m) höhere Turmspitze, die Schiffern als Landmarke gedient hatte, ausgetauscht werden musste. Heute ist der Turm ca. 40 m hoch. 1782 wurde das südliche Seitenschiff angebaut, wofür eine Marienkapelle und ein Waffenhaus an der Südwand abgerissen wurden.

## Das Blutwunder und die Heiligblutkapelle

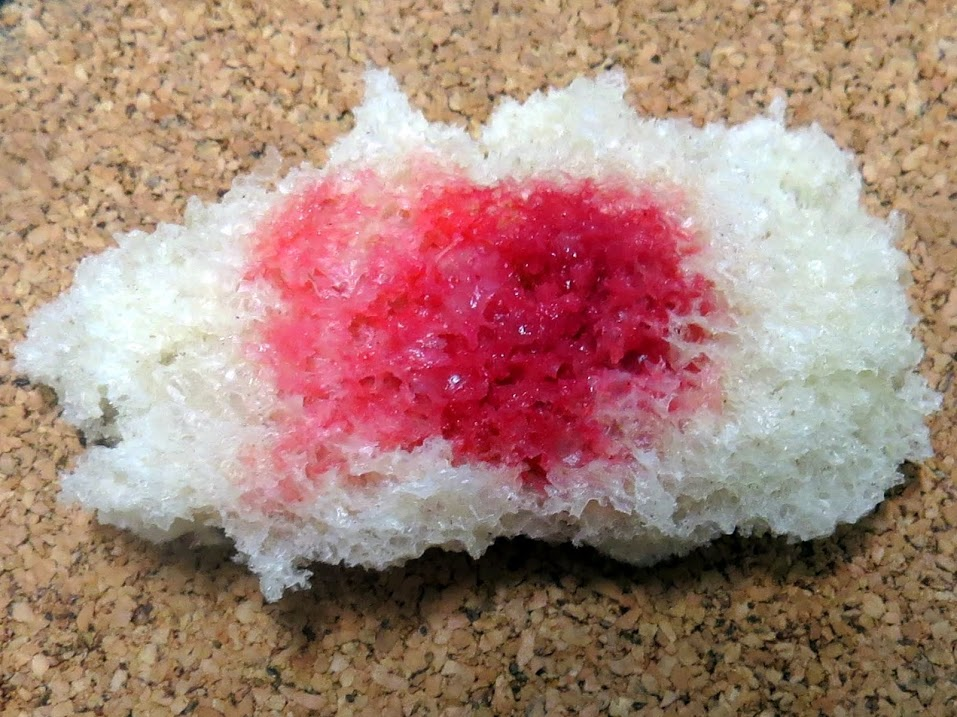
Ursache vieler Hostienwunder war das Bakterium Serratia marcescens, das ungesäuertes Brot kräftig rot färbt

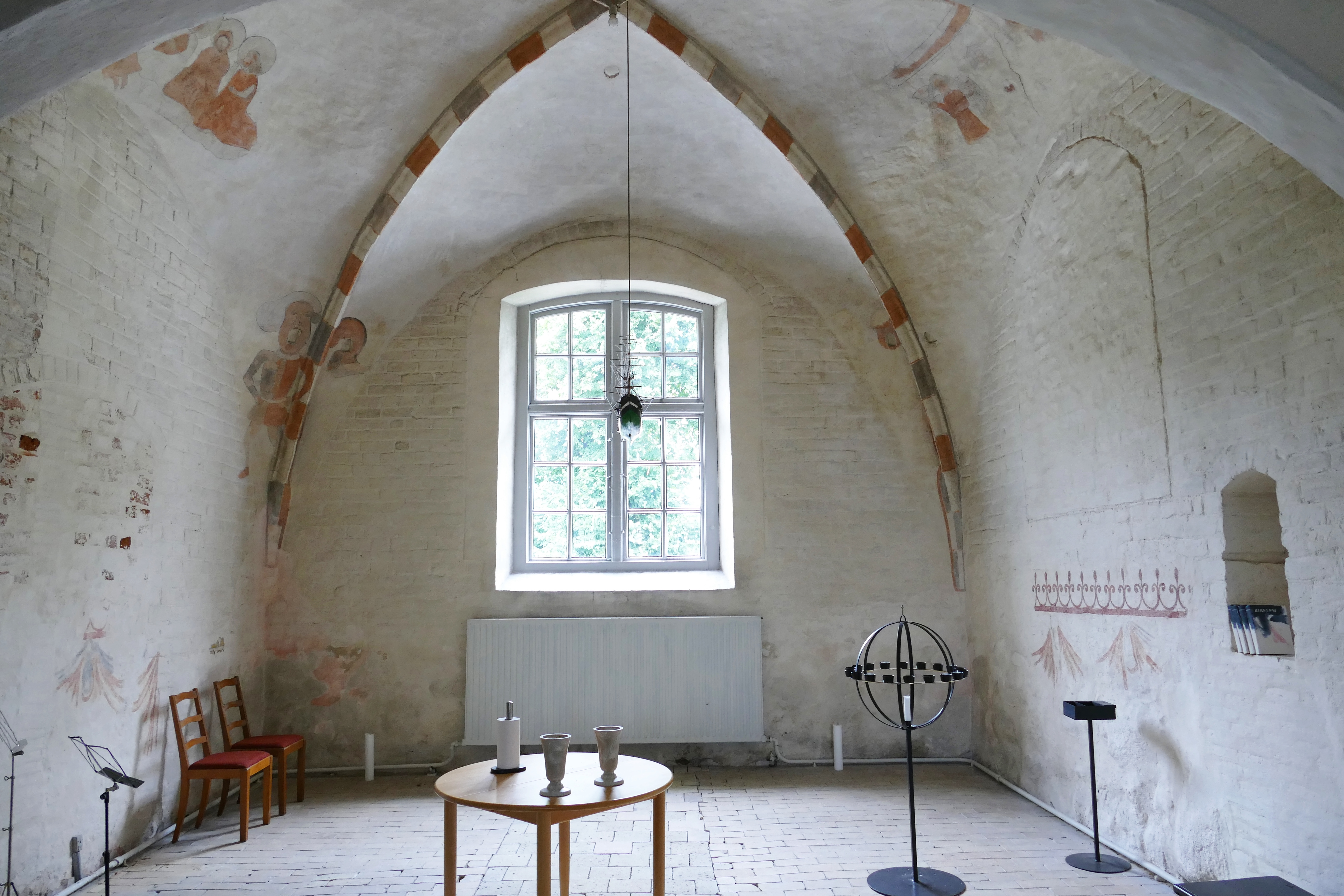
Inneres der Heiligblutkapelle

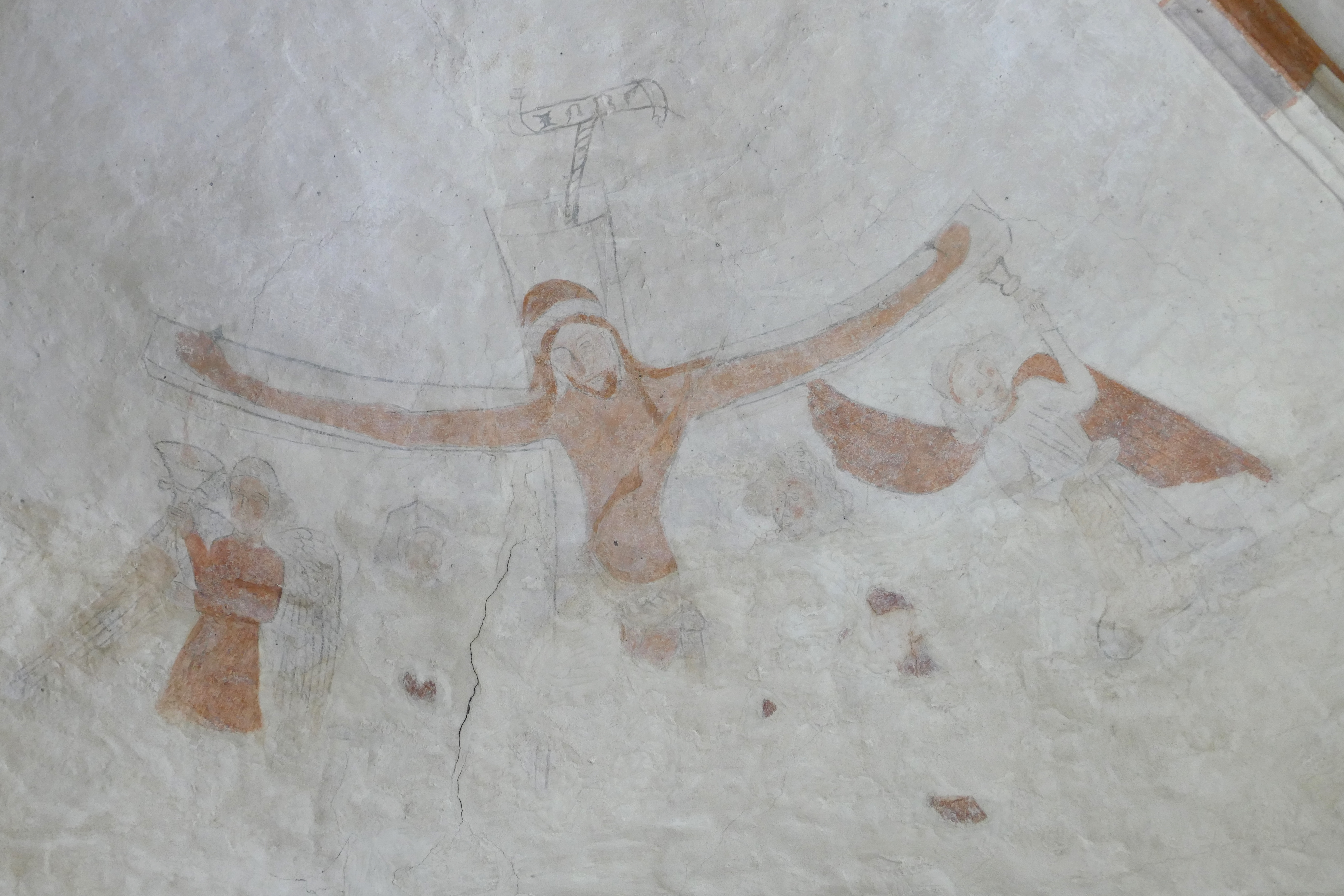
Kalkmalerei von ca. 1425. Das Blut des Gekreuzigten aus Händen und Seitenwunde wird von Engeln sowie Maria und Johannes in Gefäßen aufgefangen.

Helmold von Bosau berichtet in seiner Slawenchronik, Buch II, Kap. 13 bzw. nach durchgehender Zählung Kap. 109, über folgendes Blut- bzw. Hostienwunder, das im Jahr 1168 auf Alsen stattfand:

“Transmutacio corporis et sanguinis. […] Porro tanti excidii calamitatem ostenderant presagia quaedam. Sacerdos enim quidam in terra Danorum quae dicitur Alfse assistens sacro altari, cum sublevasset calicem sumpturus hostiam, ecce visa est in calice species carnis et sanguinis. Ille de timore tandem resumpto spiritu, non audens sumere insolitae visionis speciem, transiit ad pontificem, ibi in conventu cleri calicem videndum obtulit. Et cum multi dicerent id factum divinitus ad confirmandam plebis fidem, pontifex altiori sensu protestatus est gravem ecclesiae inminere tribulacionem et sanguinem Christiani populi multum fudendum. Quociens enim sanguis martirum effunditur, Christus denuo in membris suis crucifigitur. Nec prophetantis fefellere vaticinia. Vix enim preterierunt dies XIIIcim, et superveniens exercitus Slavorum occupavit omnem terram illam, ecclesias subvertit et populum captivavit, omnem vero resistentem percussit in ore gladii.”

„Die Verwandlung des Leibes und Blutes. […] Gewisse Vorzeichen hatten ein außerordentliches Unglück angekündigt. Als nämlich ein Priester im dänischen Lande Alsen am heiligen Altar stand und den Kelch hob, um die Hostie zu nehmen, sah er plötzlich im Kelch wirklich Fleisch und Blut. Als er sich endlich von dem Schrecken erholt hatte, wagte er doch nicht, diese ungewöhnliche Erscheinung zu sich zu nehmen, sondern ging zum Bischof [von Schleswig, Friedrich, im Amt 1167–1179] und reichte dort im Kreise der Geistlichkeit den Kelch zur Betrachtung dar. Während nun viele erklärten, das sei ein himmlisches Zeichen, das Volk im Glauben zu bestärken, sah der Bischof weiter und sagte voraus, der Kirche drohe eine schwere Heimsuchung und es werde viel Christenblut fließen. Denn immer wenn ein Märtyrer sein Blut vergießt, wird der Leib Christi von neuem ans Kreuz geschlagen. Und so ging die Ankündigung des weissagenden (Bischofs) nicht fehl: Kaum waren 14 Tage vergangen, da besetzte das Heer der Slawen überraschend das ganze Land, zerstörte die Kirchen, nahm die Menschen gefangen und tötete jeden, der Widerstand leistete, mit der Schärfe des Schwertes.“

Helmold nennt in seinem Bericht zwar nicht den Ortsnamen Lysabild (dieser wird erstmals 1245 als Liusapeld erwähnt), doch weil es in keiner anderen Kirche Alsens eine Heiligblut-Verehrung gab, gilt der Bezug als sicher. Da die ältesten Teile der heutigen Kirche aber nicht vor 1200–1250 zu datieren sind, wird angenommen, dass sich Helmolds Blutwunder in einem hölzernen Vorgängerbau abspielte. Gemäß Helmolds Schilderung muss Lysabild Kirke damals dem Bischof von Schleswig unterstellt gewesen sein, gehörte aber später wie die anderen Alsener Kirchen zum Bistum Fünen. Die blutige Hostie wurde 1168 offensichtlich wieder nach Lysabild gebracht und dort seitdem als Heiligblut-Reliquie regional verehrt. Es gab damals auch einen bei der Kirche jährlich stattfindenden Helligblod-Mai („Heiligblut-Markt“). Vor allem Pilger, die sich durch eine Wallfahrt von Krankheiten geheilt glaubten, schenkten der Kirche von Lysabild viel Geld, womit Baumaßnahmen finanziert wurden. So wurde 1400–1425 an der Nordseite der Kirche die Heiligblutkapelle angebaut. Diese wurde um 1425 mit Kalkmalereien ausgeschmückt, die 1949 freigelegt und 1952 restauriert wurden. Im östlichen Gewölbemantel ist eine Kreuzigungsszene mit Auffangung des Blutes Christi dargestellt (vgl. Bild rechts), im westlichen Gewölbemantel eine Szene aus dem Garten Gethsemane mit schlafenden Jüngern. Die Mantelzwickel des Gewölbes zeigen groteske Gestalten, z. B. einen Mann in zweifarbiger Tracht mit kürbisartigem Barett. Mit Einführung der Reformation endete die Reliquienverehrung, die Heiligblut-Reliquie ging verloren und der ehemalige Heiligblut-Markt wurde nach Nordborg auf Alsen verlegt.

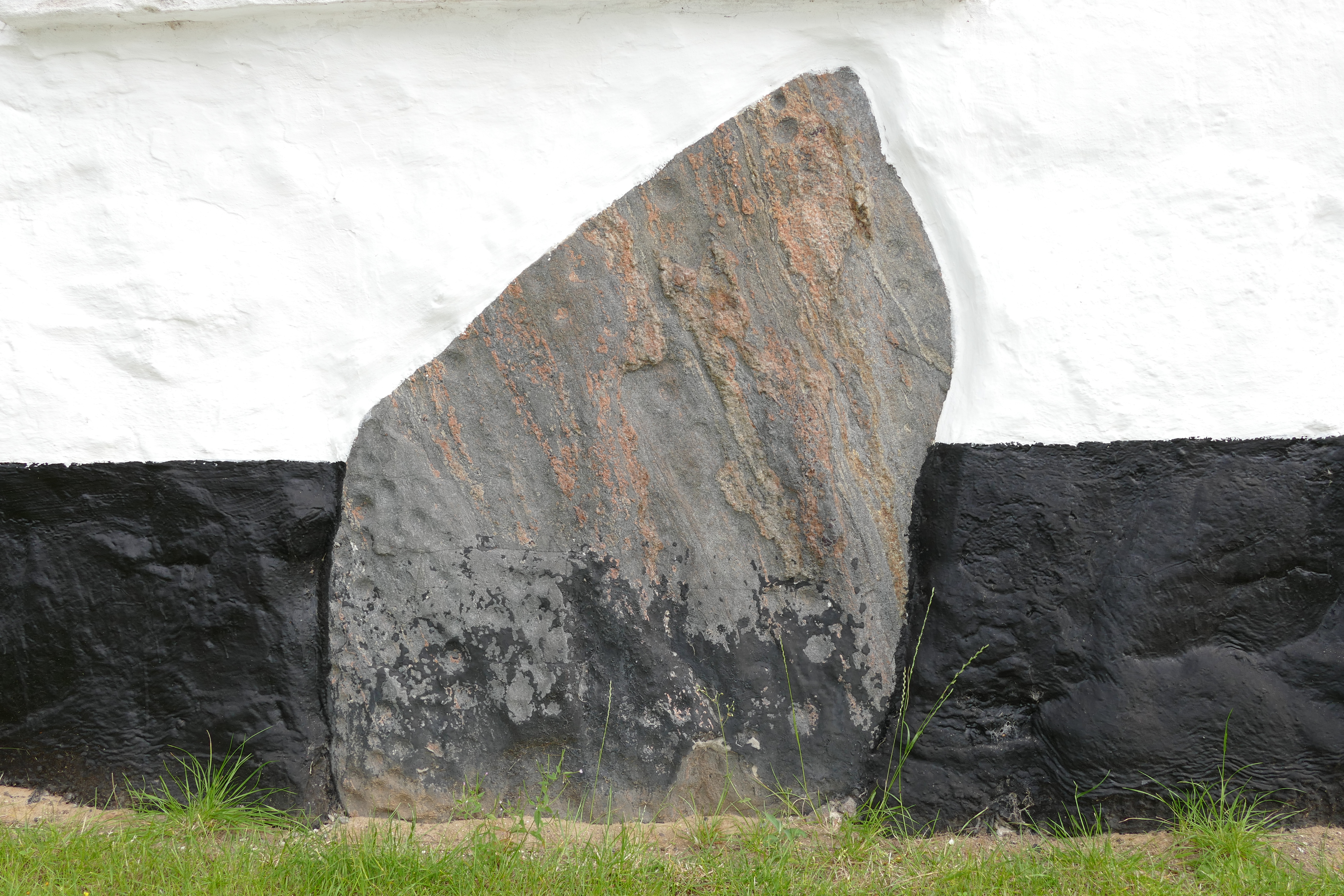
Der Schalenstein in der Nordwand

Im Fundament der Außenmauer der Heiligblutkapelle entdeckte der Prähistoriker und Museumsdirektor Jens Raben in der 1. Hälfte des 20. Jahrhunderts einen Schalenstein (dän. skåltegnsten). Der Stein, 1,75 m hoch und 1,35 m breit, war zunächst nicht gut zu erkennen, da er im unteren Teil schwarz geteert und im oberen Teil von weißem Kalkputz überdeckt war, doch zeigte er nach Freilegung und Reinigung über 100 größere und kleinere „Schälchen“ (d. h. napfartige Vertiefungen). Jens Raben nahm an, dass der Stein kaum zufällig in der Kirchenmauer verbaut wurde; Schalensteine hätten bereits in heidnischer Zeit eine kultisch-religiöse Bedeutung gehabt, so bei der Sonnenanbetung und im Fruchtbarkeitskult, und vielleicht habe es noch damals (bei Erbauung der Kapelle im Spätmittelalter) „Brüche“ (damit wohl gemeint: Rivalitäten) zwischen dem alten und dem neuen Glauben gegeben.

## Ausstattung
Die ältesten Einrichtungsgegenstände der Kirche sind die romanische Tauffünte aus gotländischem Kalkstein und ein spätgotisches Chorbogen-Kruzifix von ca. 1475–1500. Beide Gegenstände sind nicht ganz vollständig erhalten, bei der Taufe fehlt das Mittelstück zwischen Kumme und Fuß (heute nachträglich ergänzt) und beim Kruzifix das untere Vierpassfeld mit dem Namen des Evangelisten Johannes.
Das Altarretabel im Rokoko-Stil wurde 1791 von Baumeister Hans Petersen Blæshøj und Bildhauer Rudolphsen aus Augustenborg ausgeführt. Vier korinthische Säulen gliedern das Retabel, von denen die beiden äußeren ca. 1,25 m hohe Freifiguren des gehörnten Mose mit den Gesetzestafeln bzw. des triumphierenden Christus mit der Siegesfahne tragen. Das Mittelfeld zeigt eine von Jes Jessen aus Aabenraa 1791 gemalte Kreuzabnahme im Louis-Seize-Rahmen. Das darüber befindliche Giebelfeld wird gefüllt vom Auge Gottes im Strahlenkranz und schließt mit einer Rokoko-Kartusche mit dem Gottesnamen JHWH in hebräischen Buchstaben ab. Das Altarretabel von 1791 ersetzte einen gotischen Flügelaltar, der u. a. Schnitzfiguren aller Apostel zeigte, aber im 18. Jahrhundert nicht mehr in gutem Zustand war.
Die klassizistische Kanzel wurde 1795 von Schreiner Friedrich Hansen aus Sønderborg angefertigt. Die Kronleuchter der Kirche stammen aus den Jahren 1902 (im südlichen Seitenschiff) und 1922 (im Hauptschiff). Im Kirchturm befinden sich zwei Glocken. Die ältere wurde 1623 von Michael Westphal aus Rostock gegossen und musste 1917 als Metallspende abgegeben werden, kehrte aber wieder nach Lysabild zurück. Die jüngere Glocke wurde 1706 von Conrad Kleimann aus Lübeck gegossen.

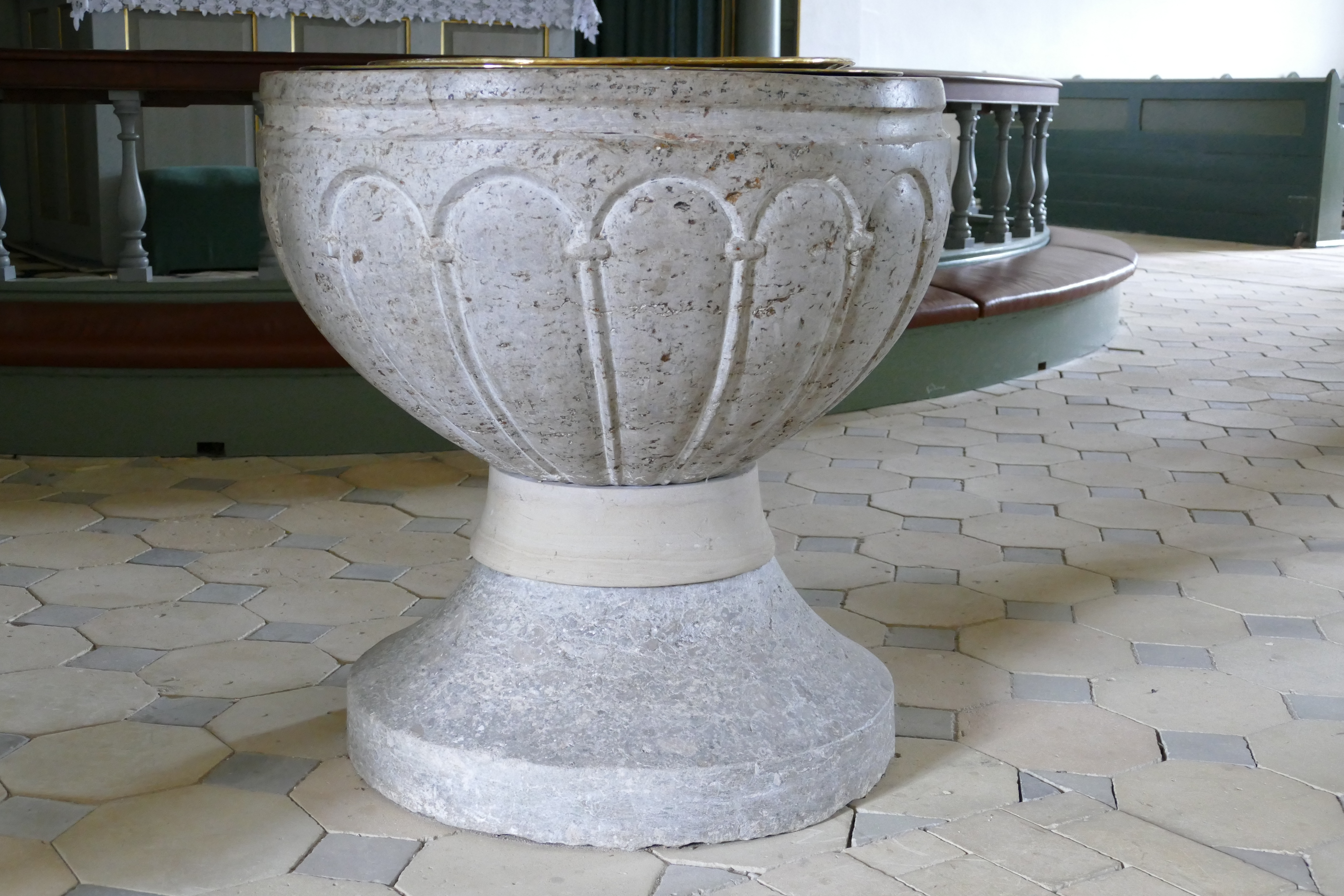
Taufe
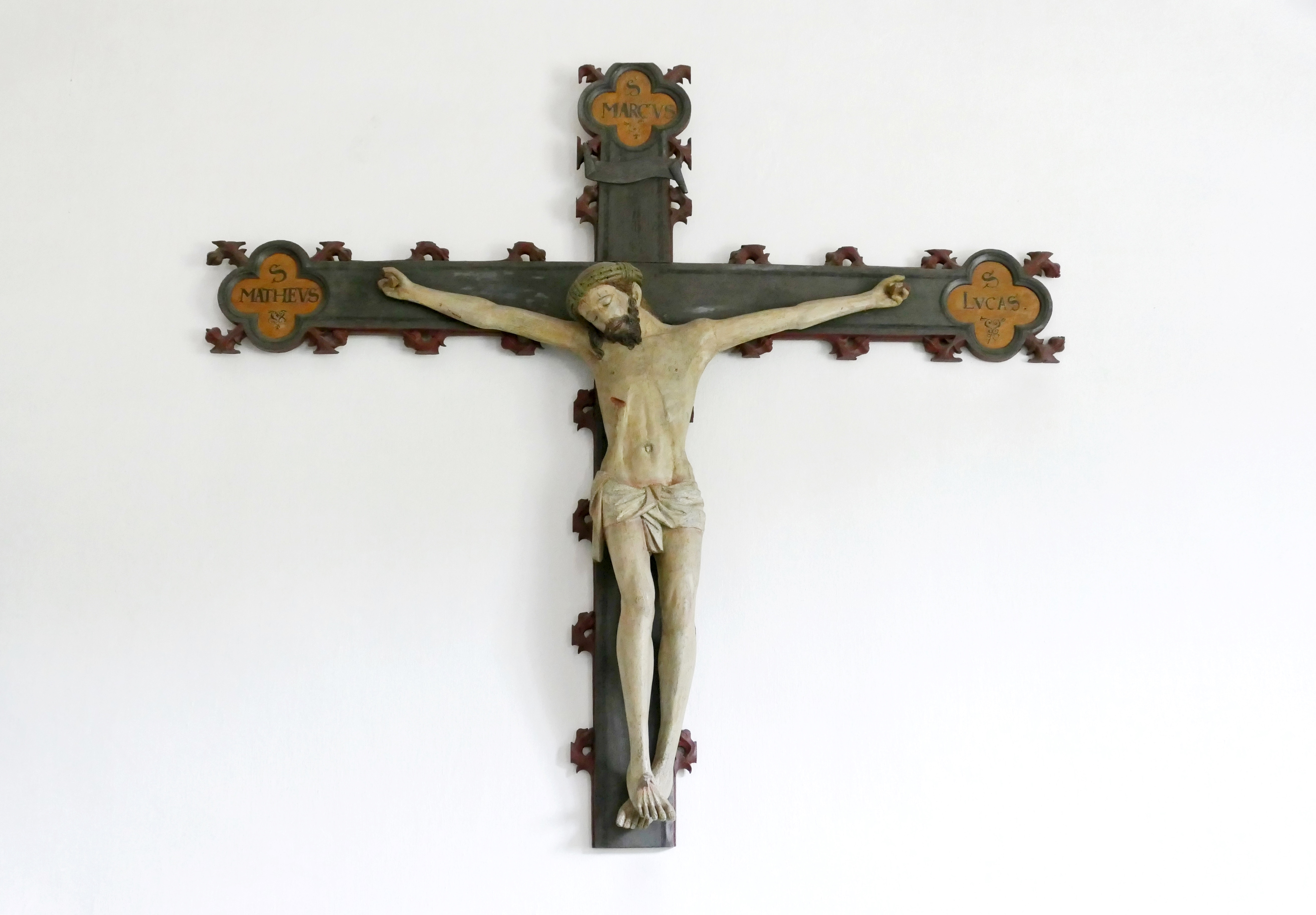
Chorbogen-Kruzifix
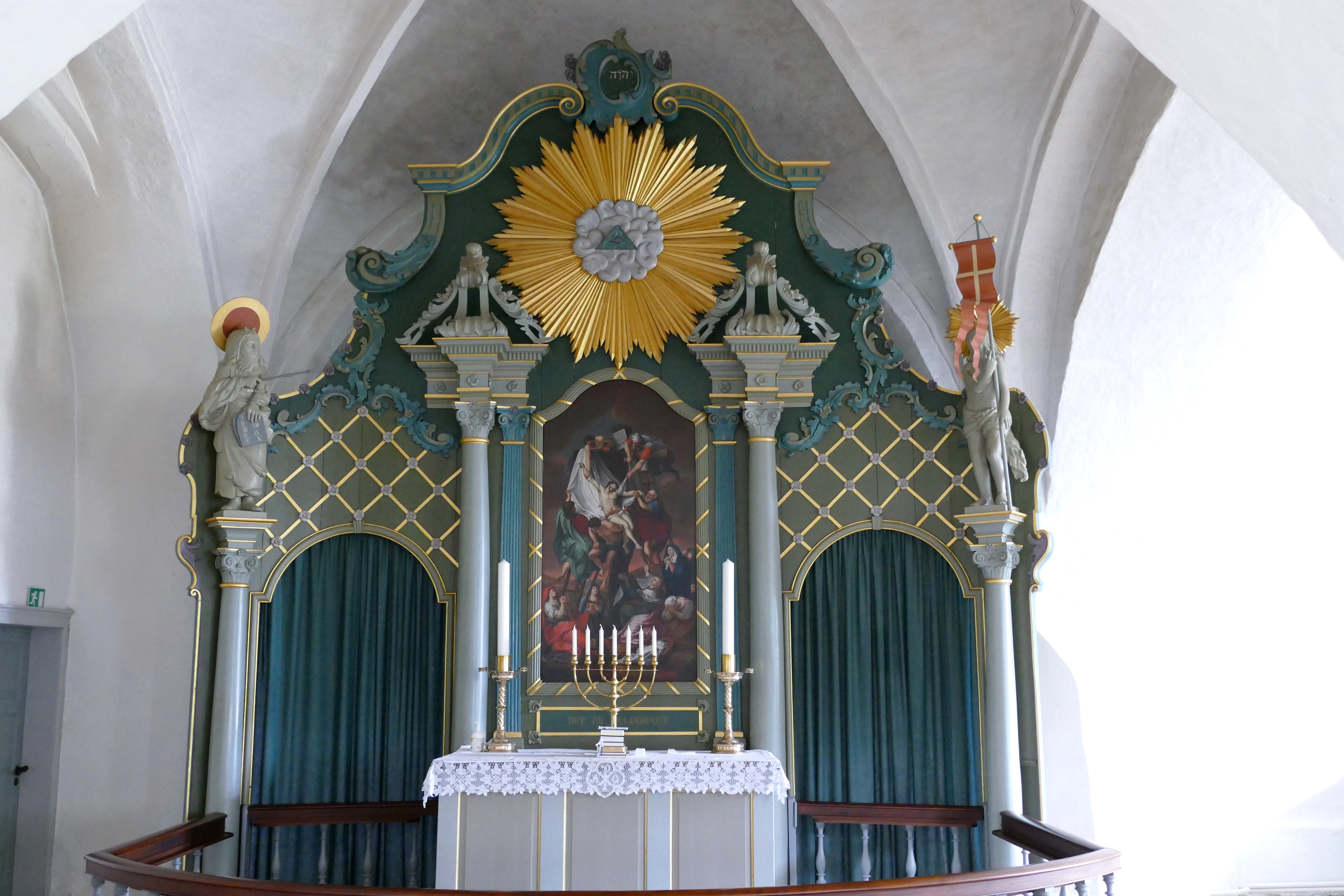
Altar
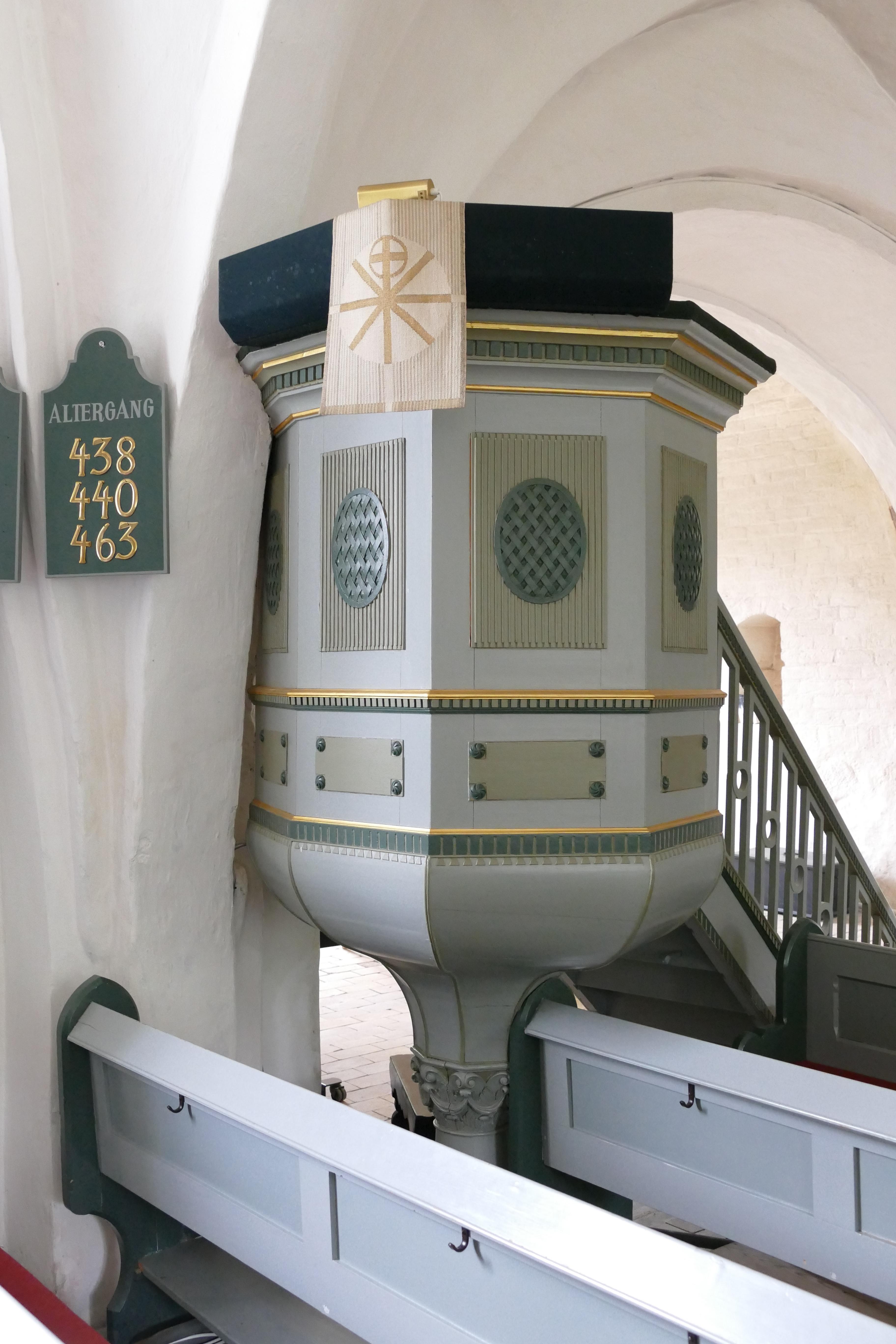
Kanzel
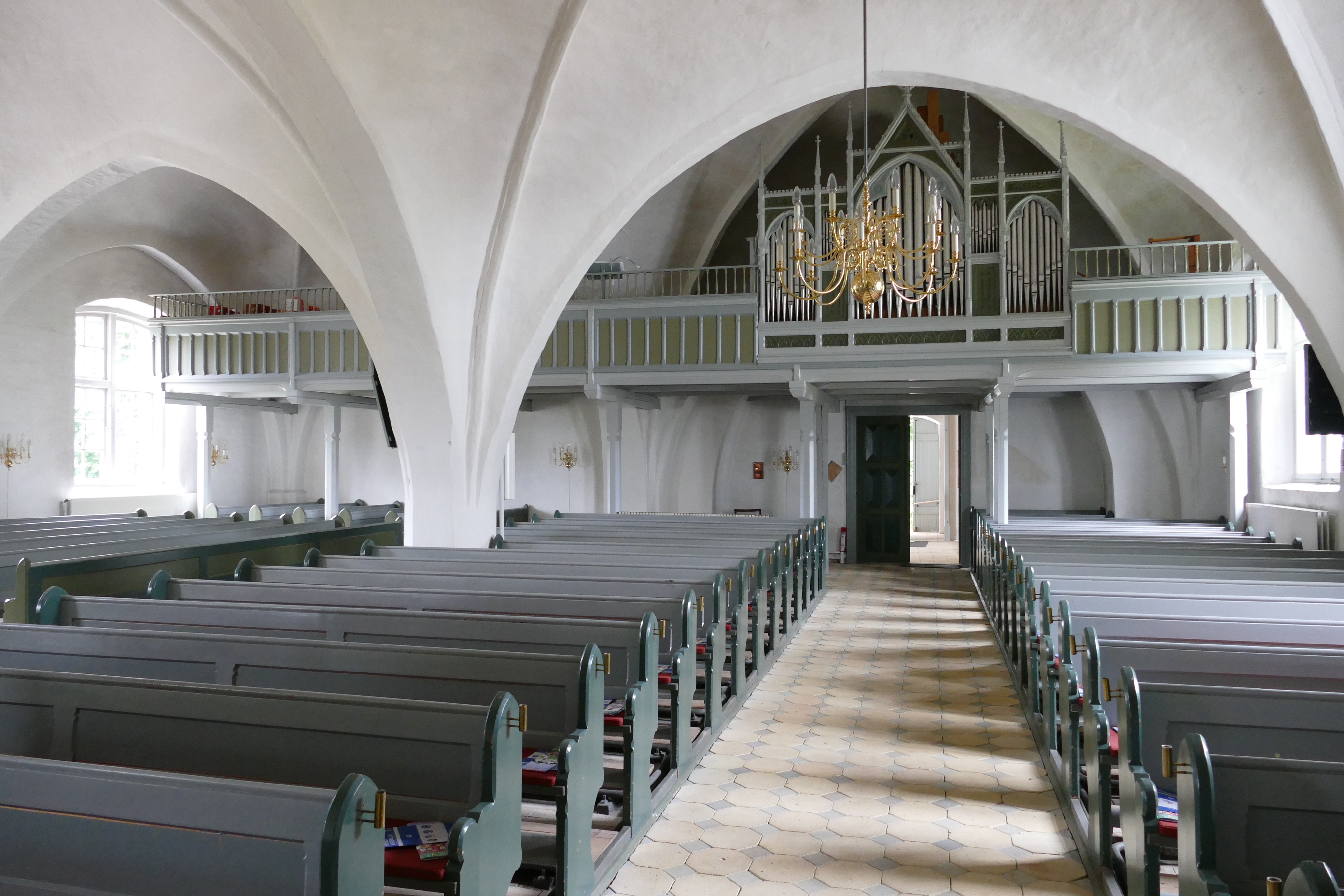
Blick in Süd- und Hauptschiff
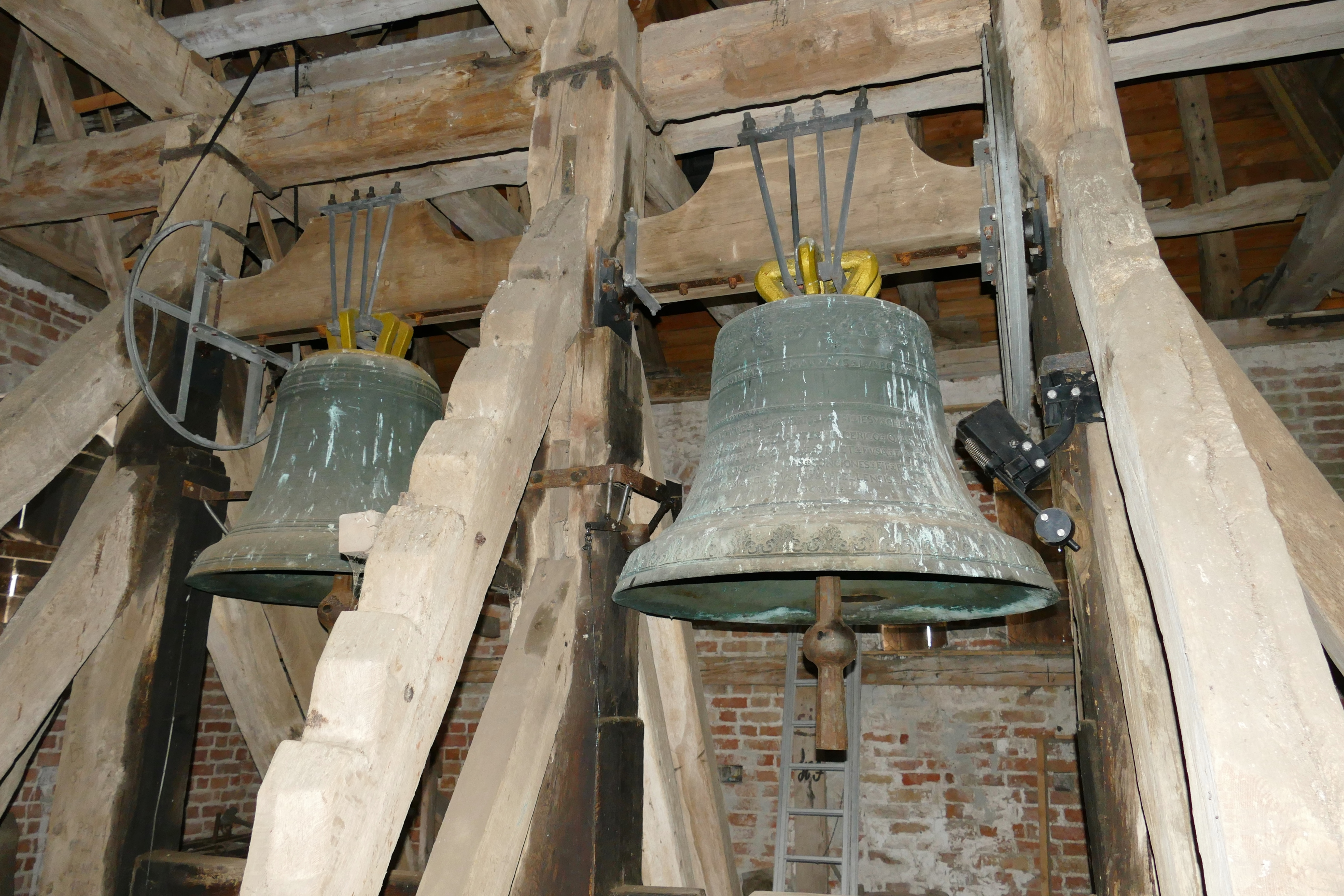
Glocken

## Orgel

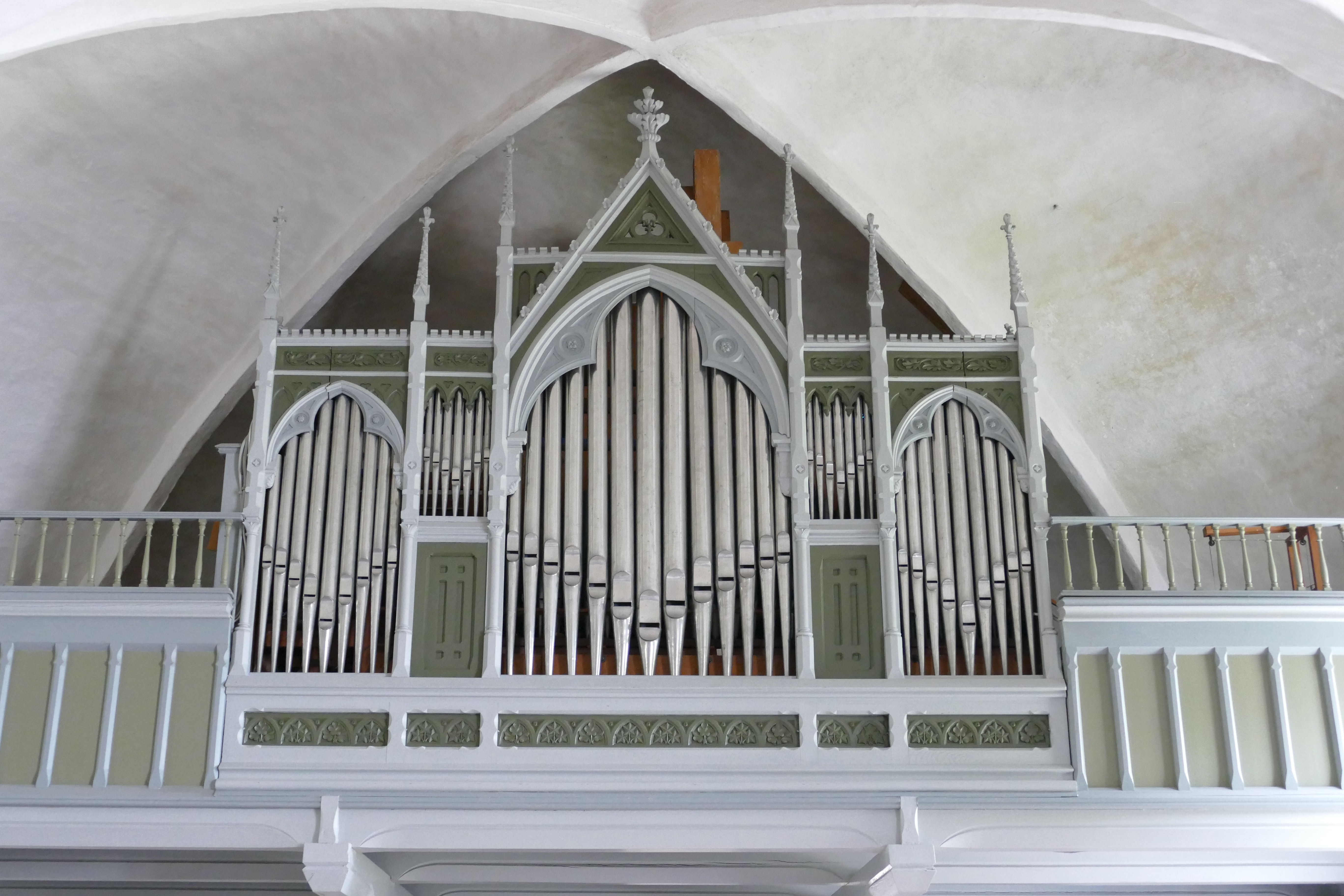
Der neugotische Prospekt der Furtwängler-Orgel von 1878

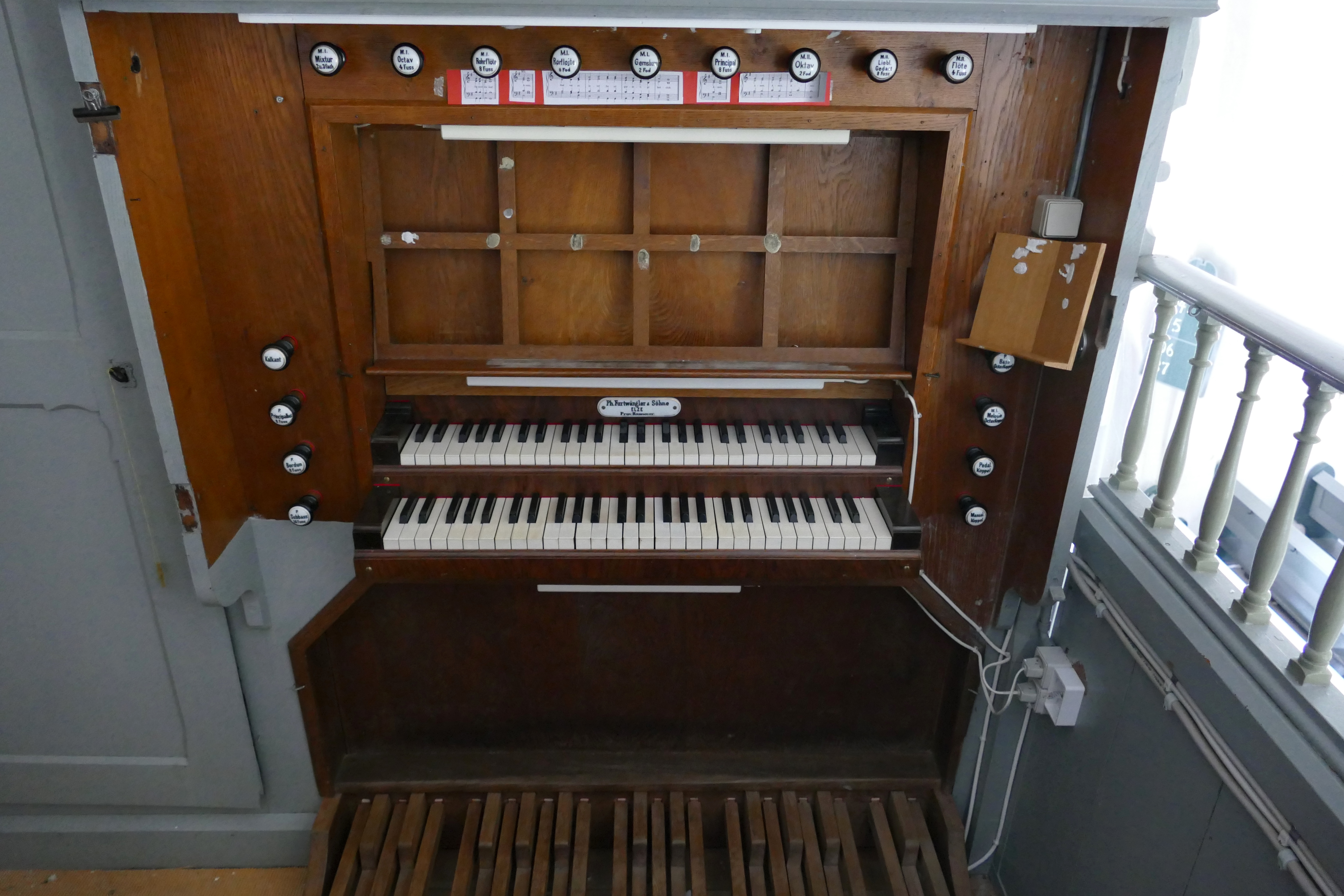
Spieltisch der Furtwängler-Orgel

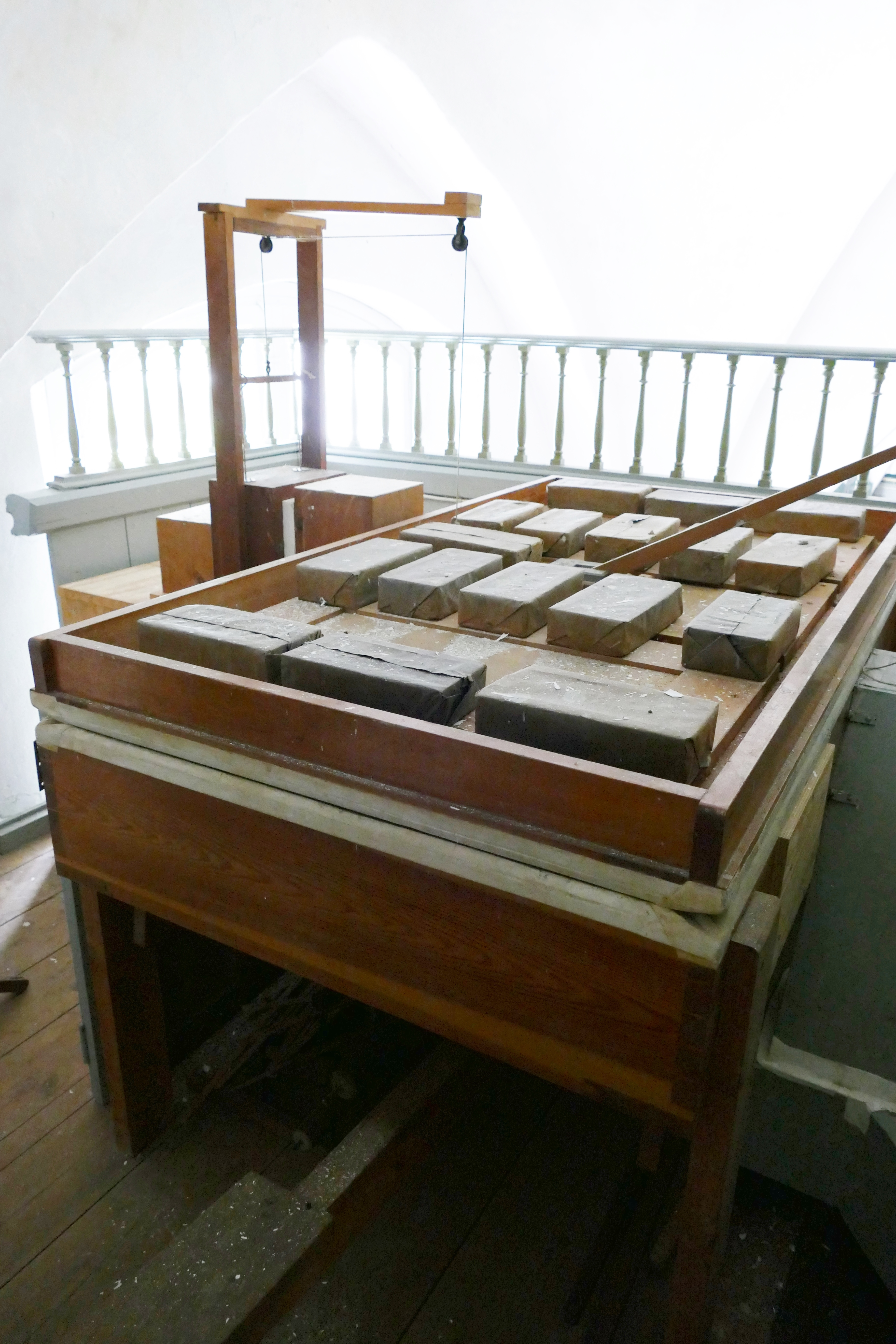
Die heute motorisierte Balganlage neben der Orgel mit Kalkantentritt (im Vordergrund unten)

Bereits 1686 wird eine Orgel erwähnt, von der nur bekannt ist, dass sie sich an der Nordwand östlich der Heiligblutkapelle befand. 1875 wurde eine Westempore in der Kirche eingebaut, und auf dieser fand 1878 die heutige, seitenspielige Orgel mit 12 Registern auf zwei Manualen und Pedal ihren Platz. In jenem Jahr gaben nämlich die Kirchen von Asserballe, Ketting und Lysabild, alle im Süden Alsens gelegen, eine Sammelbestellung beim Orgelbauunternehmen Philipp Furtwängler & Söhne in Elze auf. Alle drei Orgeln – von denen die in Lysabild als einzige zweimanualig war – sind heute noch in umgebauter Form erhalten. Die Orgel von Lysabild kostete 4500 Mark und erklang erstmals am 7. November 1878, als sie von Heinrich Schmahl (1827–1892), dem damaligen Organisten an der Arp-Schnitger-Orgel in der Hamburger St.-Jacobi-Kirche, abgenommen und anschließend in einem Traugottesdienst gespielt wurde. Am Sonntag, den 10. November 1878, folgte der Einweihungsgottesdienst. Um 1970 wurden drei Register zur Klangaufhellung ausgetauscht, wobei die Orgel ihre romantischen Streicherstimmen verlor, ansonsten ist das Instrument weitgehend unverändert. Derzeit finden in der Kirche von Lysabild jährlich mehrere Konzerte statt, darunter Orgelkonzerte im Sommer. Die Disposition lautet:
| I Manual C–f3 |               |    |
| 1.            | Principal     | 8′ |
| 2.            | Rohrflöte     | 8′ |
| 3.            | Octav         | 4′ |
| 4.            | Rørfløjte     | 4′ |
| 5.            | Gemshorn      | 2′ |
| 6.            | Mixtur II–III |    |

| II Manual C–f3 |                  |    |
| 7.             | Lieblich Gedackt | 8′ |
| 8.             | Flöte            | 4′ |
| 9.             | Oktav            | 2′ |

| Pedal C–d1 |               |     |
| 10.        | Subbass       | 16′ |
| 11.        | Principalbass | 8′  |
| 12.        | Bordun        | 8′  |

- Koppeln: II/I, I/P; (nicht mehr in Funktion): P Bass Octavkoppel, I Melodie Octavkoppel
- Nebenregister: Kalkantenruf
- Traktur: mechanische Schleifladen

Anmerkungen
1. ↑  Ursprünglich Viola da Gamba 8′
2. ↑  Ursprünglich Bordun 16′
3. ↑  Ursprünglich Salicional 8′

## Pastorengeschichte
Aus vorreformatorischer Zeit sind die Namen der Priester Otto Nielsen (1475) und Peter Sture (1487/88) überliefert. Der letzte katholische Pfarrer von Lysabild, dessen Name nicht bekannt ist, soll von einem bissigen Wildschwein angefallen und tödlich verletzt worden sein, als er von einem Besuch aus Tandslet zurückkam und schon am Eingang zu seinem Pfarrhof stand. Ebenfalls unbekannt ist der Name des ersten lutherischen Pastors von Lysabild, der ca. 1533 in Sønderborg hingerichtet wurde, weil er an einer Verschwörung zur Befreiung des im Schloss Sonderburg inhaftierten Königs Christian II. teilgenommen hatte. Auf ihn folgte 1534 Jørgen Petersen (latinisiert Georgius Petri), der bei Luther in Wittenberg Theologie studiert hatte und 1546 Propst von Alsen wurde. Sein Amtsnachfolger wurde sein Sohn Daniel Jørgensen Quercinus, der sich 1582 nach einem Gespräch mit seinem Bischof in Odense noch in dessen Haus das Leben nahm, da der „gegen Kirche und König untreu gewesen war“ und große Schulden hatte.
1582–1620 war Peter Conradi Pastor, der nach Lysabild versetzt wurde, weil er zuvor als Hofprediger im Sonderburger Schloss gegenüber den lockeren Sitten am Hof allzu milde gewesen war. In Lysabild ging er jedoch streng gegen die Relikte des Katholizismus vor und ließ die Altäre aus der Heiligblut- und der Marienkapelle entfernen. Sein gleichnamiger Sohn Peter Conradi folgte ihm von 1620 bis 1667; 1653 bis 1661 war er Propst von Alsen. Nach einem Brand des Pfarrhofes begann er 1627 mit der Führung der erhaltenen Kirchenbücher von Lysabild, die er jedoch mehr privat im Rahmen tagebuchartiger Aufzeichnungen führte. Zwei seiner Nachfolger machten ihrem Amt wegen ihres cholerischen bzw. sprunghaften Temperaments wenig Ehre.
Im 18. Jahrhundert war Westi Egeberg (auch: E(e)gberg; * Egebjerg 1697; † Lysabild 1778) fast 50 Jahre lang, von 1729 bis 1778, Pfarrer von Lysabild. Zuvor war er Kaplan in Slagelse gewesen. Dort traf eines Samstagsabends der dänisch-norwegische König Friedrich IV. ein und kündigte an, am nächsten Tag den Gottesdienst besuchen zu wollen. Darauf wurde der Pfarrer von Slagelse von einem panischen Schrecken ergriffen, legte sich krank zu Bett und ließ sich von seinem Kaplan Egeberg vertreten. Dieser verwendete nun die ganze Nacht darauf, eine lutherische Hochmesse-Predigt auszuarbeiten. Dem König gefiel sie so gut, dass er Egeberg nach dem Gottesdienst zu sich rief und ihm die nächste freie Pfarrstelle versprach. Dies wäre eine gut dotierte Pfarre in Norwegen gewesen, doch da Egeberg lieber in Dänemark bleiben wollte, trat er stattdessen die frei gewordenene Pfarrstelle von Lysabild an. Hier war er von der Gemeinde ebenso geliebt wie gefürchtet. Im Auftrag Erik Pontoppidans übersetzte er dessen Andachtsbuch Heller Glaubensspiegel ins Dänische. Seine persönliche Lebensweise war so genügsam, dass er seinen Kindern ein Vermögen von über 4000 Rigsdalern hinterlassen konnte. Auf ihn folgte 1778 sein Sohn Martin Egeberg, der 30 Jahre lang Diakon in Lysabild gewesen war und danach nur noch anderthalb Jahre bis zu seinem Tod 1780 Pfarrer. Er war gutmütig und besaß eine schöne Singstimme, hatte aber nicht die Geistesgaben seines Vaters, weshalb man von ihm sagte: „Er singt wie ein Engel, aber er predigt wie ein Schaf.“
Von 1802 bis 1821 war Augustinus Meldal (* Innvik/Norwegen 1755; † Augustenborg 1828) Pastor von Lysabild. Als Rationalist führte er anstelle des Kingo-Gesangbuches das neue evangelisch-christliche Gesangbuch ein, doch taktvoll und behutsam. Seine Predigten waren geschätzt, doch hielt er sie nie ohne Konzept oder Manuskript. Erst seine Abschiedspredigt hielt er frei und das mit so gutem Erfolg, dass er selbst bedauerte, es nicht schon früher versucht zu haben. Er verfasste eine Autobiographie, die seinen Weg vom armen, vaterlosen Studenten bis hin zum Pfarrer von Lysabild beschreibt und in der Personalhistorisk Tidsskrift abgedruckt wurde. Sein Sohn Martin Meldal folgte ihm 1821–1833 im Amt, starb aber schon mit 37 Jahren. Er verfasste eine Gemeindechronik (Krønike for Lysabbel Sogn, 1832), die auszugsweise publiziert wurde. In der deutschen Zeit Nordschleswigs (1871–1920) blieben die meisten Gemeindemitglieder dänischgesinnt. Der Politiker Hans Lassen, der im Schleswig-Holsteinischen Provinziallandtag, im Preußischen Abgeordnetenhaus und im Reichstag die Interessen der dänischen Nordschleswiger vertrat, stammte aus Lysabild und war auch Mitglied kirchlicher Synoden. Der zweite Pfarrer, nachdem Nordschleswig 1920 wieder dänisch wurde, war 1940–1960 Hans Christian Madsen. Er fand in Lysabild nur geringes kirchliches Interesse vor und schloss sich während der deutschen Besatzung im Zweiten Weltkrieg der dänischen Widerstandsbewegung an; dafür ging er zeitweise in den Untergrund und musste sich auf einem Dachboden verstecken.

## Sagen

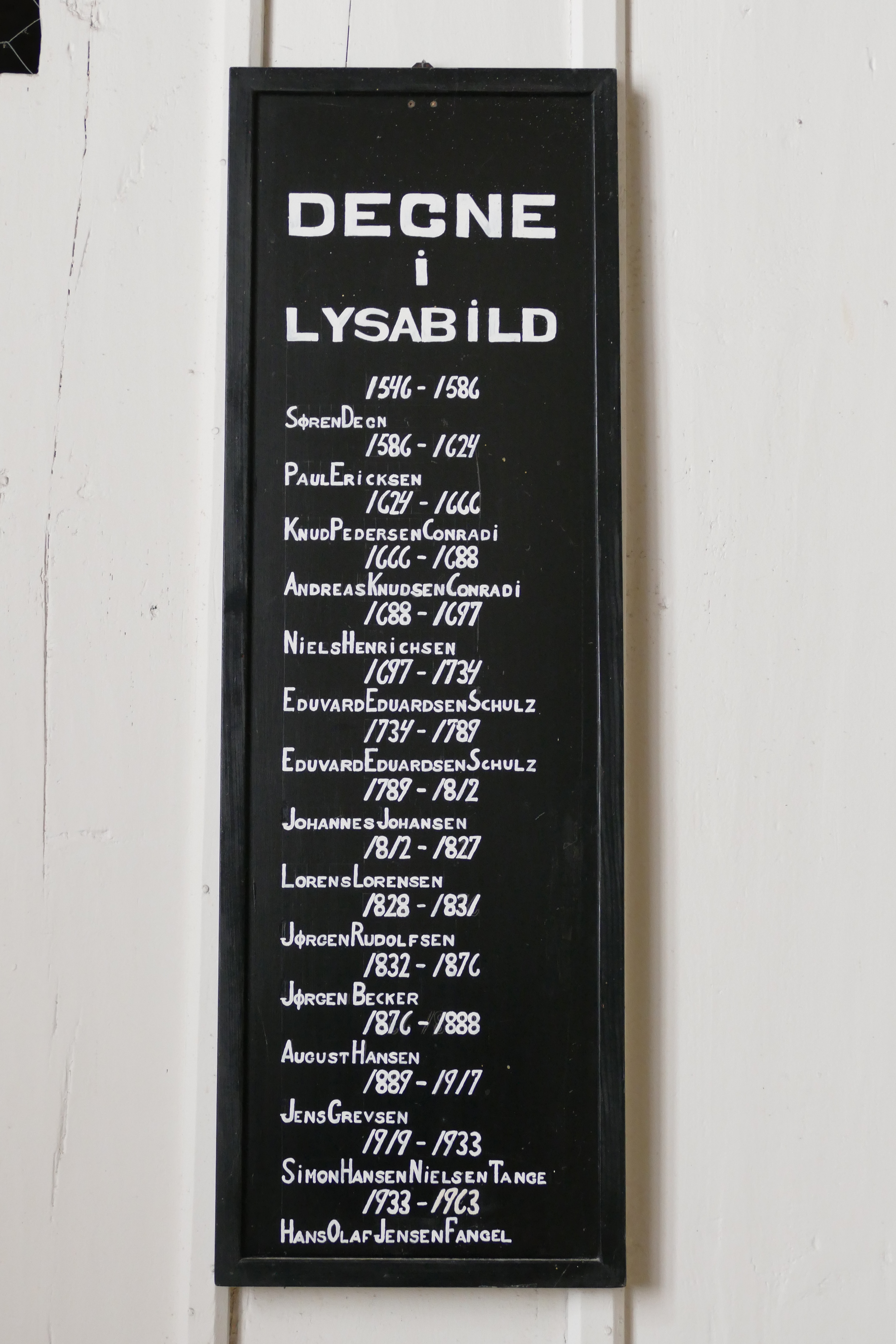
Die Küstertafel in der Kirche von Lysabild

Pastor Westi Egeberg überlieferte in der Mitte des 18. Jahrhunderts folgende Sage: Im Mittelalter soll ein Adliger genau dort gewohnt haben, wo heute die Kirche steht. Im Streit erschlug er einen anderen Edelmann (je nach Sagen-Version) aus Alt-Pøl (Gammelpøl) oder aus Abildhoved. Für seine Freveltat ersuchte er den Papst um einen Ablass und erlangte ihn unter der Bedingung, dass er St. Michael, dem guten Streiter, eine Kapelle errichten sollte. Um des vergossenen Blutes willen wurde für dieses Heiligtum die „Weihe des Leibes und Blutes Jesu Christi“ (Consecratio Corporis et Sanguinis Jesu Christi) verfügt. Die Kapelle erbaute er an seinem Wohnsitz, und der Wall und die Gräben, die damals rings um den Kirchhof vorhanden waren, sollten noch davon stammen. Nach einer anderen Version der Sage schenkte der Adlige sein bisheriges Wohnhaus, das so zum Hauptraum der Kirche wurde. Das „Kreuzhaus an der Nordseite“ (also die Heiligblutkapelle) sei eigentlich die Wagenhalle und zugleich der Kerkerraum des Adligen gewesen. Ein historischer Hintergrund ist für diese Sage nicht anzunehmen, vielmehr ist sie offenbar der Unkenntnis des 18. Jahrhunderts entsprungen, was wirklich zur Errichtung der Heiligblutkapelle geführt hatte. Außerdem verleitete wohl der Wassergraben, der sich damals – bis zu seiner Einebnung 1841/1842 – um das Kirchengelände von Lysabild befand und auf dem man im Winter sogar Schlittschuh laufen konnte, die Bevölkerung zu dem Fehlschluss, dass hier einmal ein Adelssitz gewesen sei, da man solche Wallgräben sonst nur von Burganlagen wie z. B. Schloss Sonderburg kannte.
Eine weitere Sage berichtet von einem Schulmeister aus Lysabild, Johan von Hego. Dieser war zwar ein sehr kluger Herr, doch fürchtete man sich vor ihm, da man ihm nachsagte, hexen zu können. Bei Festen „vergaß“ man daher regelmäßig, ihn einzuladen, so auch beim Richtfest der Mühle von Lysabild. Anschließend gelang es über mehrere Tage nicht, die Mühlenflügel anzubringen, und als Johan von Hego vorbeikam, rief er dem Mühlenbauer zu: „Ihr sollt wohl noch lernen zu warten!“ Damit war klar, dass Hego dahintersteckte, und es half nichts, das Richtfest musste noch einmal gefeiert werden, nur wurde er diesmal eingeladen. Sobald er gekommen war, ließen sich die Mühlenflügel problemlos in die Welle einsetzen. – Da früher das Küster- und Schulmeisteramt miteinander verbunden waren, hätte Johan von Hego zugleich Küster von Lysabild sein müssen, er erscheint aber nicht auf der Küstertafel in der Kirche (siehe rechts). Seine Gestalt ist also rein fiktiv, und dass die Sage seinem Namen ein „von“ beilegt, drückt wohl Vorbehalte gegenüber Adligen aus.